# Pseudichneutes levis
Pseudichneutes levis är en stekelart som först beskrevs av Wesmael 1835.  Pseudichneutes levis ingår i släktet Pseudichneutes och familjen bracksteklar. Arten är reproducerande i Sverige. Inga underarter finns listade i Catalogue of Life.